# Wydział Humanistyczny Uniwersytetu Zielonogórskiego
Wydział Humanistyczny Uniwersytetu Zielonogórskiego (WH UZ) – jeden z 13 wydziałów Uniwersytetu Zielonogórskiego powstały w 1971 wraz z powołaniem do życia Wyższej Szkoły Nauczycielskiej w Zielonej Górze. Kształci studentów na sześciu podstawowych kierunkach zaliczanych do nauk humanistycznych, na studiach stacjonarnych oraz niestacjonarnych.
Wydział Humanistyczny jest jednostką interdyscyplinarną. W jego ramach znajduje się 6 instytutów. Aktualnie zatrudnionych jest 210 pracowników naukowo-dydaktycznych (z czego 60 profesorów i doktorów habilitowanych, 114 doktorów oraz 36 magistrów). Wydział współpracuje również z emerytowanymi profesorami, których autorytet wspiera zarówno proces dydaktyczny, jak i przede wszystkim wymianę międzynarodową.
Według stanu na 2012 na wydziale studiuje łącznie około 3700 studentów (w tym studiach dziennych i na studiach zaocznych), przez co jednostka ta jest największym wydziałem zielonogórskiej uczelni pod względem liczby studentów oraz kilkudziesięciu doktorantów, odbywających studia doktoranckie w ramach Wydziałowego Studium Doktoranckiego. Według Ministerstwa Nauki i Szkolnictwa Wyższego wydział posiada kategorię „B”.

## Historia
Wydział Humanistyczny powstał zarządzeniem Ministerstwa Oświaty i Szkolnictwa Wyższego w 1971. Stanowił on oprócz wydziałów: Matematyczno-Przyrodniczego oraz Pedagogicznego jeden z trzech wydziałów nowo powstałej Wyższej Szkoły Nauczycielskiej w Zielonej Górze. 1 października 1971 naukę rozpoczęło na nim kilkudziesięciu studentów I roku na kierunkach filologia polska i filologia rosyjska. Organizacyjnie Wydział Humanistyczny składał się z trzech zakładów: Filologii Polskiej, Filologii Rosyjskiej i Nauk Społeczno-Politycznych.
W 1973 po przekształceniu zielonogórskiej Wyższej Szkoły Nauczycielskiej w Wyższą Szkołę Pedagogiczną Wydział Humanistyczny został zreorganizowany w 1974 poprzez powołanie na nim mniejszych jednostek organizacyjnych – instytutów: Filologii Polskiej, Filologii Rosyjskiej (później Filologii Wschodniosłowiańskiej), Historii. W połowie lat 70. XX wieku na wydziale kształcono studentów na kierunkach: filologia polska, filologia rosyjska, historia, bibliotekoznawstwo (od 1975), filologia germańska (od 1976). Pierwsi absolwenci wyższych studiów zawodowych opuścili mury uczelni w 1974, a studiów magisterskich w 1976.
W 1980 powstał Instytut Filologii Germańskiej, a w latach 90. XX wieku Instytut Politologii. W 2001 po powstaniu Uniwersytetu Zielonogórskiego z połączenia dotychczasowej Wyższej Szkoły Pedagogicznej z Politechniką Zielonogórską Wydział Humanistyczny został jedną z największych jednostek organizacyjnych tej uczelni. W 2006 powstał na nim Instytut Neofilologii w wyniku połączenia Instytutu Filologii Wschodniosłowiańskiej z Nauczycielskim Kolegium Języka Angielskiego oraz Nauczycielskim Kolegium Języka Francuskiego.

## Władze Wydziału
W kadencji 2020–2024:
| Stanowisko                 | Imię i nazwisko           |
| -------------------------- | ------------------------- |
| Dziekan                    | dr hab. Małgorzata Łuczyk |
| Prodziekan ds. Studenckich | dr Agnieszka Szczap       |

## Poczet dziekanów
- 1971–1972: dr Henryk Pochanke
- 1972–1975: dr Władysław Kot
- 1975–1980: dr hab. Kazimierz Bartkiewicz
- 1984–1990: dr hab. Joachim Benyskiewicz
- 1996–2002: dr hab. Wojciech Peltz
- 2002–2005: prof. dr hab. Czesław Osękowski
- 2005–2012: prof. dr hab. Wojciech Strzyżewski
- 2012–2019: dr hab. Sławomir Kufel
- 2019–2020: dr hab. Jarosław Dudek
- od 2020: dr hab. Małgorzata Łuczyk

## Kierunki kształcenia
Dostępne kierunki:
- Coaching i doradztwo filozoficzne (studia I stopnia)
- Dziennikarstwo i komunikacja społeczna (studia I i II stopnia)
- Filologia angielska (studia I i II stopnia)
- Filologia francuska z drugim językiem romańskim (studia I stopnia)
- Filologia germańska (studia I i II stopnia)
- Filologia polska (studia I i II stopnia)
- Filologia rosyjska (studia I i II stopnia)
- Filozofia (studia I i II stopnia)
- Historia (studia I i II stopnia)
- Kulturoznawstwo (studia I stopnia)
- Literatura popularna i kreacje światów gier (studia I stopnia)

Wydział ma uprawnienia do nadawania następujących stopni naukowych:
- doktora nauk humanistycznych w zakresie historii, literaturoznawstwa, filozofii
- doktora habilitowanego w zakresie historii

## Struktura organizacyjna

### Instytut Filologii Germańskiej
Dyrektor: prof. dr hab. Paweł Zimniak
- Zakład Językoznawstwa Niemieckiego
- Zakład Literaturoznawstwa Niemieckiego

### Instytut Filologii Polskiej
Dyrektor: dr hab. Marzanna Uździcka
- Zakład Językoznawstwa
- Zakład Literaturoznawstwa
- Pracownia Dydaktyki Literatury i Języka Polskiego

### Instytut Filozofii
Dyrektor: dr hab. Jacek Uglik

### Instytut Historii
Dyrektor: dr hab. Robert Skobelski
- Zakład Archeologii i Historii Starożytnej
- Zakład Historii Średniowiecznej
- Zakład Historii XVI-XVIII wieku
- Zakład Historii XIX-XX wieku
- Zakład Historii Najnowszej
- Zakład Historii Nauki i Kultury
- Zakład Dydaktyki Historii
- Zakład Nauk Pomocniczych Historii i Archiwistyki
- Pracownia Epigraficzna

### Instytut Neofilologii
Dyrektor: dr hab. Joanna Zawodniak
- Zakład Anglistyki
- Zakład Rusycystyki
- Pracownia Romanistyki